# Charontidae
Charontidae é uma família de aracnídeos da ordem Amblypygi.

## Genera
- Charon Karsch, 1879
- Stygophrynus Kraepelin, Em 1895.